# La Sierra (Cauca)
La Sierra es un municipio colombiano del departamento del Cauca, fundado el 18 de abril de 1913 por Cristóbal Cerón.

## Historia
Hace 400 años llegaron a la región los primeros colonos españoles, desde ese entonces existieron tres lugares donde se ha ubicado el municipio, siendo el primero en la zona de Los Árboles, el segundo fue en el sector de Pueblo Viejo y por último, hace 107 años el poblado se asentó en el lugar donde se encuentra actualmente. El 11 de mayo de 1915 la Sierra se volvió parte del Patía y fue reconocido en el Departamento del Cauca como Municipio.

## Geografía
El municipio enclavado en el monumental relieve del Macizo Colombiano posee una extensión de 217 km², está a 1760 m s. n. m., su temperatura media es de 18 °C su naturaleza se envuelve en la humedad del bosque que le rodea, y además se caracteriza por tener los pisos térmicos cálido, medio y frío. Desde la ciudad de Popayán hay que recorrer 90 minutos para llegar a esta bella región.
Localizado a 2°10′ de latitud norte y 75°46′ de longitud oeste del meridiano de Greenwich, y a una distancia de 58 km de Popayán.
Al norte limita con el municipio de Rosas, al sur con La Vega, al oriente con Sotará y al occidente con los municipios de El Tambo y Patía.
Predomina la imponente belleza de sus enormes montañas, su tierra es utilizada para numerosos cultivos, así mismo predominan las zonas boscosas con una enorme biodiversidad de especies vegetales, aves y otros animales.

## División Político-Administrativa
Además de su Cabecera municipal. La Sierra tiene bajo su jurisdicción los siguientes Centros poblados:
- La Cuchilla
- Cuchilla Alta
- La Depresión

## Economía
La agricultura es el campo más preponderante de su economía la calidad de sus productos se da gracias la riqueza de sus suelos y a la diversidad de climas que permiten la siembra de varios cultivos como la caña panelera, el café, fríjol, maíz, frutales, yuca y plátano. Estos productos se comercializan en la plaza de mercado local y se envían a las plazas mayoristas de Popayán.

## Transporte
Existen las vías que comunican a La Sierra con los municipios de Rosas, Sotará, La Vega y el Bordo.

## Galería

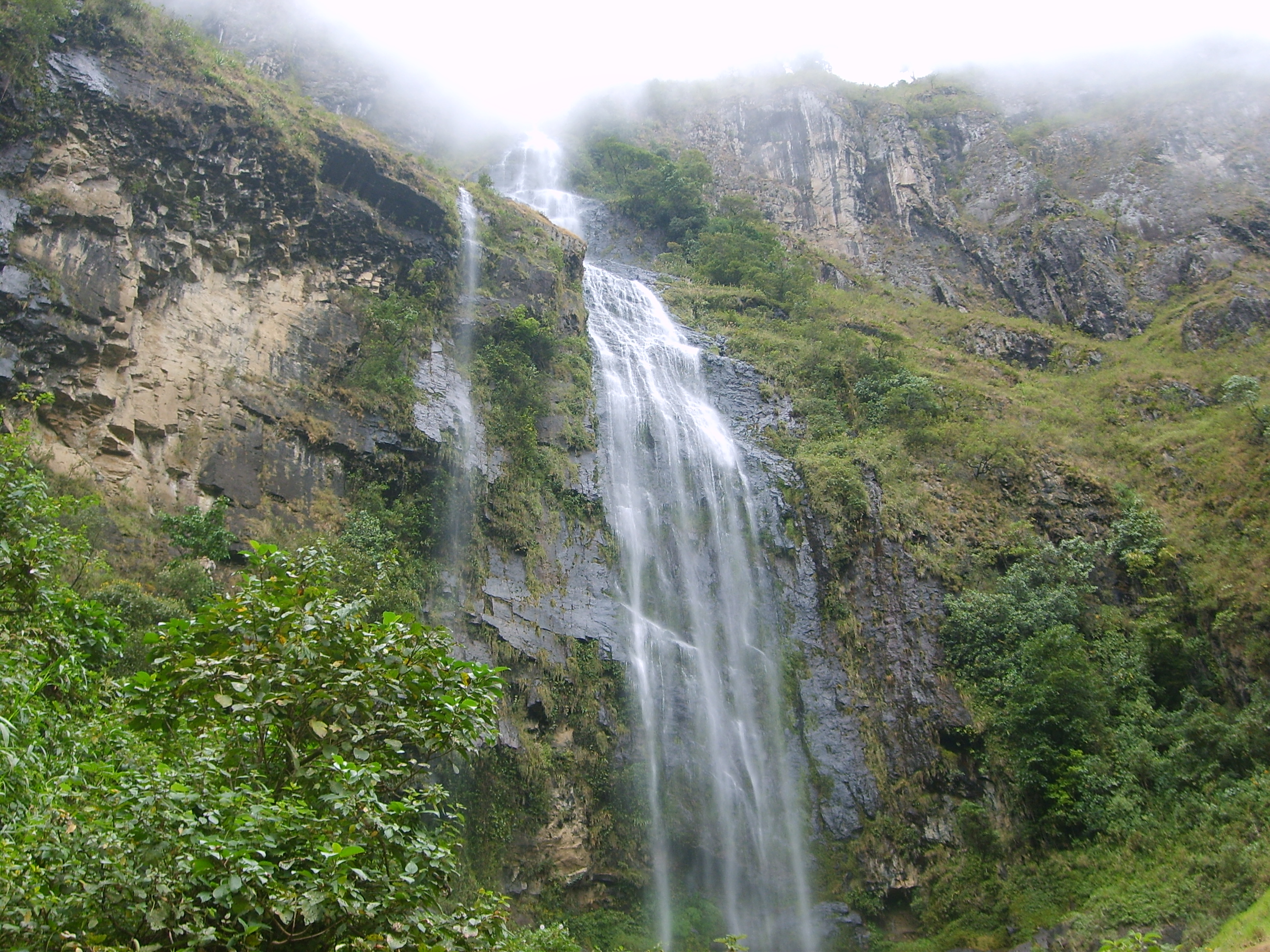
La Sierra
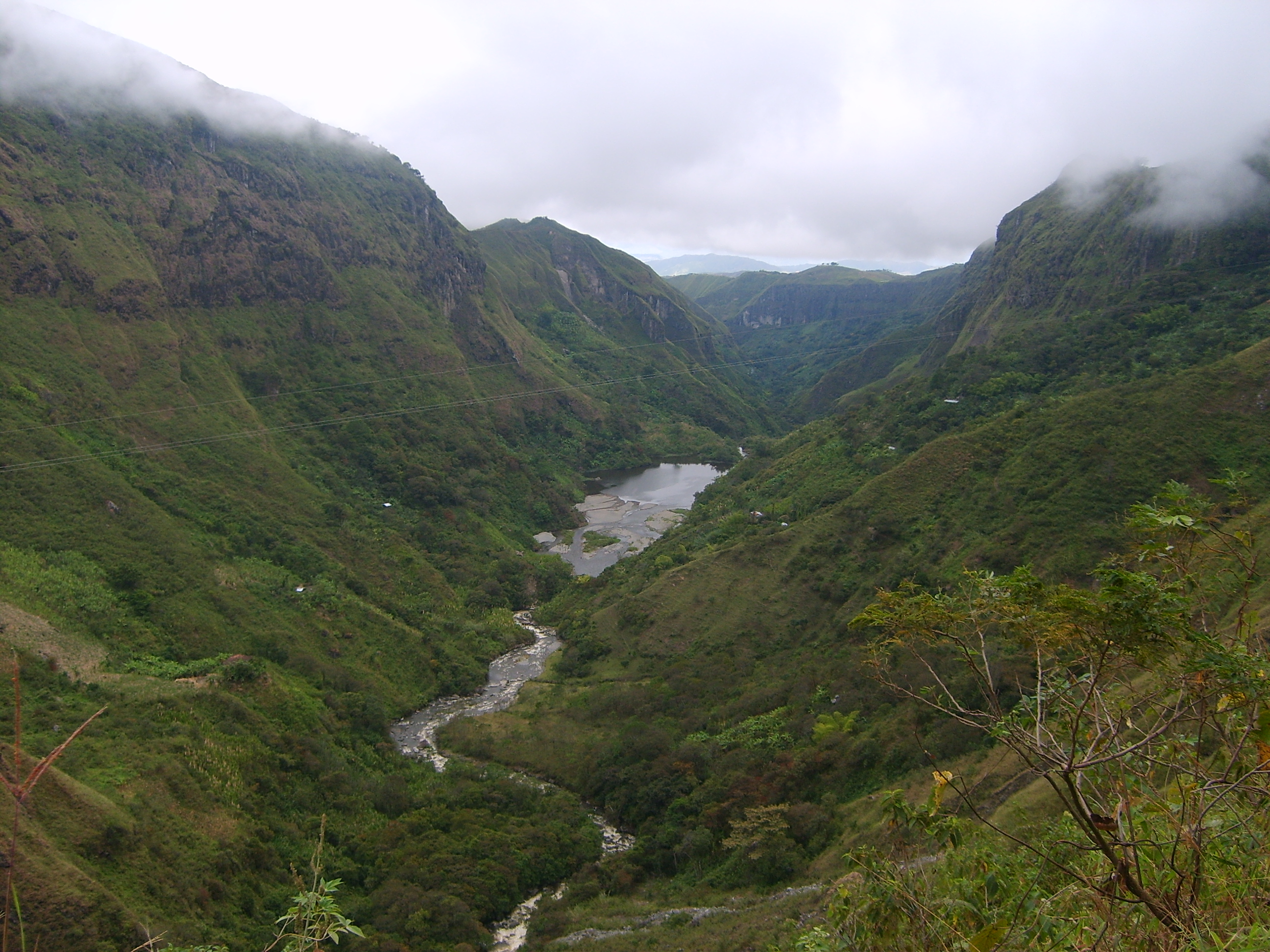
La Sierra
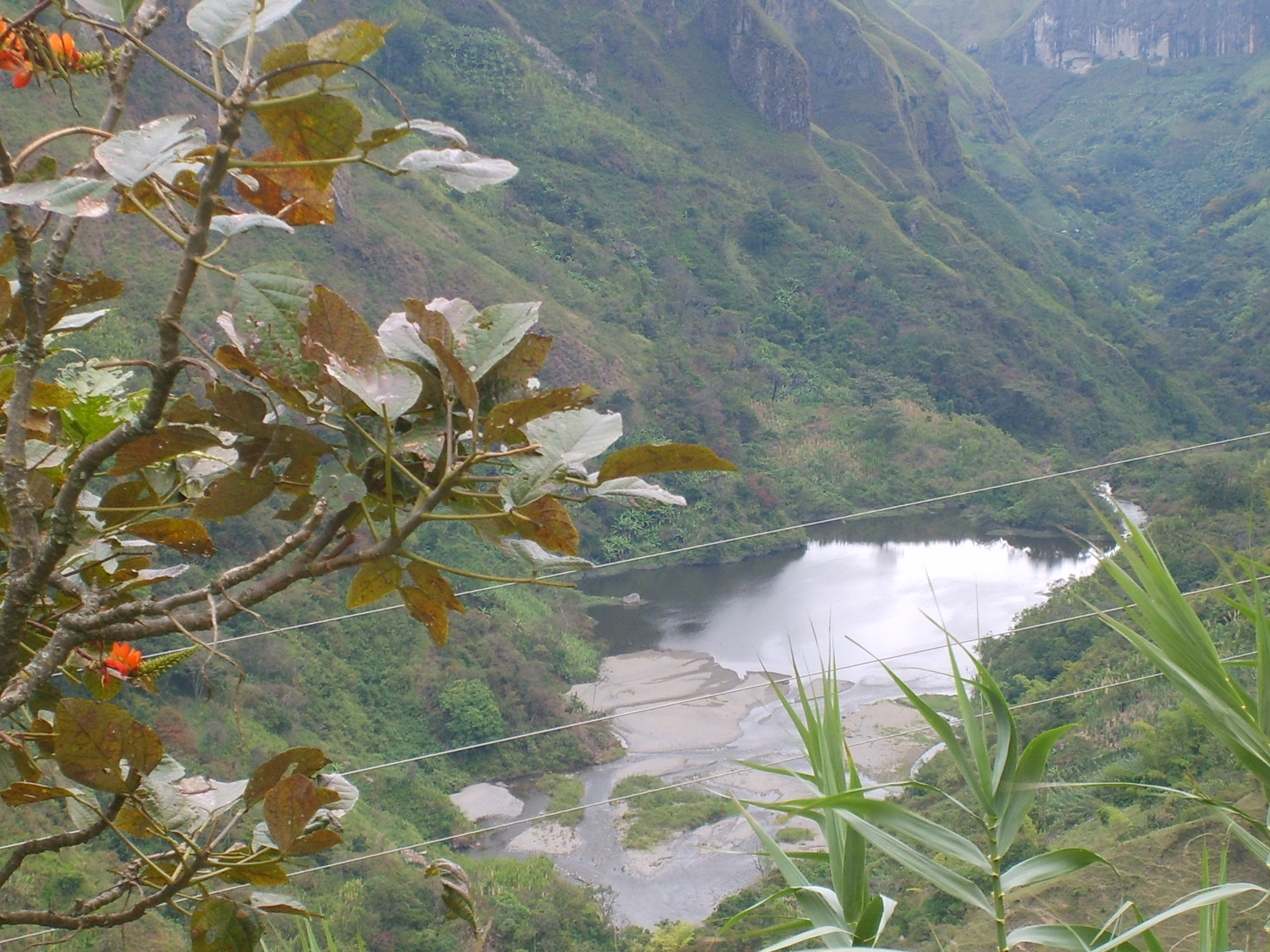
Río Guachicono